# BCG 매트릭스

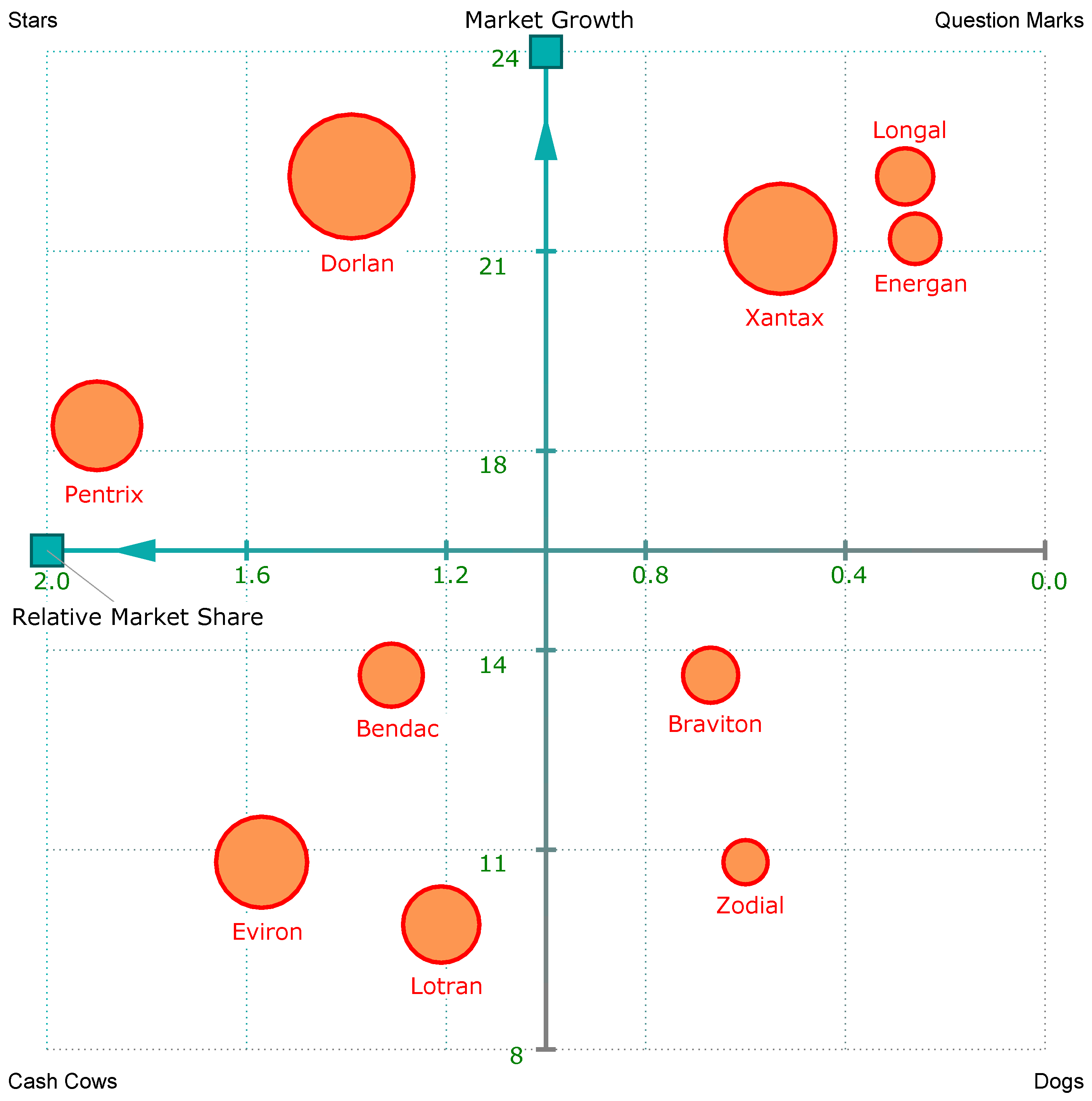
BCG 매트릭스

BCG 매트릭스(BCG Matrix)는 미국의 보스턴 컨설팅 그룹(BCG)가 개발한 전략평가 기법이다. BCG는 기업이 사업에 대한 전략을 결정할 때 '시장점유율'(Market Share)과 '사업의 성장률'(Growth)을 고려한다고 가정한다. BCG 매트릭스는 이 두 가지 요소를 기준으로 기업의 사업을 '스타(Star)사업', '현금젖소(Cash Cow) 사업', '물음표(Question Marks) 사업', '개(Dog) 사업'으로 나누었다.

## 설명
스타(Star) 사업
성장률과 시장점유율이 높아서 계속 투자를 하게 되는 유망한 사업이다.
(육성사업)
현금젖소(Cash cow) 사업
점유율이 높아서 이윤이나 현금흐름은 양호하지만 앞으로 성장하기 어려운 사업이다.
(합리화사업)
물음표(Question Mark) 사업
신규사업. 상대적으로 낮은 시장점유율과 높은 성장률을 가진 사업으로 기업의 행동에 따라서는 차후 스타(star)사업이 되거나, 도그(dog)사업으로 전락할 수 있는 위치에 있다. 일단 투자하기로 결정한다면 상대적 시장점유율을 높이기 위해 많은 투자금액이 필요하다.
개(dog) 사업더 이상 성장하기 어렵고 이윤과 현금흐름이 좋지 못한 안 좋은 사업이다.:(철수사업)